# Affirmation: Gay & Lesbian Mormons
Affirmation: Gay & Lesbian Mormons (ou plus simplement Affirmation) est une organisation internationale fournissant un appui aux personnes LGBT membres ou ex-membres de l'Église de Jésus-Christ des saints des derniers jours. Affirmation soutient que l'homosexualité et les relations homosexuelles peuvent être en accord avec l'Évangile de Jésus-Christ, et se propose de « travailler à la compréhension et à l'acceptation des homosexuels et des lesbiennes comme membres à part entière, dignes et égaux aux autres, de l'Église de Jésus-Christ des saints des derniers jours, et de la société, et les aider à réaliser et à affirmer leur propre valeur ».

## Histoire
L'organisation, sous le nom initial de Affirmation: Gay Mormons United, est fondée à Salt Lake City par Stephan Zakharias le 11 juin 1977 avec un groupe de membres et ex-membres de l'Église homosexuels. Stephan Zakharias venait de perdre deux amis homosexuels : ceux-ci s'étaient suicidés après avoir subi à l'université Brigham Young une thérapie par aversion (par électrochocs) censée les guérir de leur orientation sexuelle, thérapie dont ils s'étaient portés volontaires comme cobayes et pour laquelle ils devaient rompre tout contact avec leurs amis homosexuels. À la suite de ces événements tragiques, Stephan Zakharias décide de fonder un groupe de soutien pour les saints des derniers jours homosexuels.
Le mouvement commence son expansion lorsque Paul Mortensen fonde le groupe local de Los Angeles. Par la suite, de nombreuses antennes apparaissent dans le reste du pays.
Bien que le mouvement n'a nulle intention de former une nouvelle religion, certains de ses membres, sous l'impulsion d'Antonio A. Feliz notamment, décident de créer en 1985 une Église « qui accepte les homosexuels » (l'Église de Jésus-Christ du rétablissement).
Dans le milieu des années 1980, une scission de l'antenne d'Affirmation de Kansas City donne naissance à Gay And Lesbian Acceptance (GALA) qui est un groupe de soutien pour les membres gays, lesbiens, bisexuels et trans de la Communauté du Christ (anciennement Église réorganisée de Jésus-Christ des saints des derniers jours, détachée de l'Église-mère après la mort de Joseph Smith survenue en 1844), dont le siège se trouve à Independance, dans le Missouri.
Affirmation tisse également des liens avec d'autres organisations plus récentes de soutien aux homosexuels saints des derniers jours, tels que Gamofites (association de pères gays), Family Fellowship (association de parents d'homosexuels), LDS Reconciliation et Gay LDS Young Adults.
Avec la venue d'Internet, des antennes locales s'organisent à l'étranger, particulièrement en Amérique latine. En 2001 est constitué le premier groupe non-anglophone à Mexico. Par la suite, d'autres antennes sont créées à Santiago, Valparaíso et Puebla.

## Rapports avec l'Église de Jésus-Christ des saints des derniers jours
Affirmation dénonce régulièrement les expériences de thérapie par aversion par électrochocs pratiquée dans les années 1960 et 70 par l'université Brigham Young , ou plus récemment l'interventionnisme politique de l'Église à l'encontre du mariage homosexuel.
Affirmation reproche ce qu'elle considère comme un « message de haine et d'intolérance » de la part de l'Église à l'égard des homosexuels, qui les pousserait au suicide. En réponse, l'Église de Jésus-Christ des saints des derniers jours crée en 2010 le site "Mormon and Gay" conçu pour aider les personnes à tendance homosexuelle à être des membres de l'Église pratiquants et dignes et pour que les autres membres les considèrent et les traitent comme membres à part entière de la communauté.